# Dana Cirque
Der Dana Cirque ist ein 800 m im Durchmesser messender Bergkessel im ostantarktischen Viktorialand. Er liegt östlich des Conrad Ledge auf dem Plateau The Fortress in der Cruzen Range.
Das Advisory Committee on Antarctic Names benannte den Bergkessel 2005 nach dem Hydrologen Gayle Lynn Dana (* 1953) vom Desert Research Institute der University of Nevada, Reno, die in fünf Kampagnen zwischen 1993 und 2001 an Umweltstudien in den Antarktischen Trockentälern beteiligt war.